# Aree metropolitane francesi
     Città centrale
     Periferia
     Corona periurbana
     Comuni urbani di un'unità urbana/agglomerazione
     Comuni urbani di un'area urbana/metropolitana
     Comuni urbani multipolari
     Comuni rurali

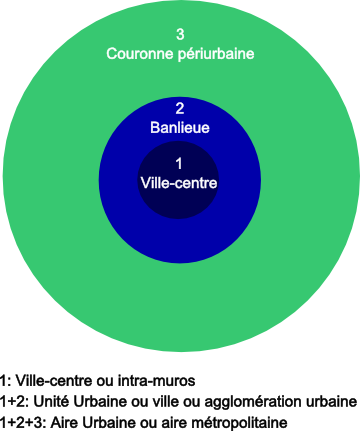
Esplicazione dei termini dell'INSEE di "unità urbana" e "area urbana":
Città centrale
Periferia
Corona periurbana
1) Città/comune
1+2) Unità urbana/agglomerazione
1+2+3) Area urbana/metropolitana

Mappa dell'organizzazione territoriale nella Métropole:
Comuni urbani di un'unità urbana/agglomerazione
Comuni urbani di un'area urbana/metropolitana
Comuni urbani multipolari
Comuni rurali

L'Area urbana (in francese: Aire urbaine) è la definizione statistica dell'area urbana o dell'area metropolitana, definita dall'Institut national de la statistique et des études économiques (INSEE) per analizzare e descrivere l'organizzazione del territorio in Francia; essa riposa essenzialmente sulla continuità di un polo urbano (o unità urbana) e della sua "corona periurbana" di comuni.

## Definizione
«Un'area urbana o «grande area urbana» è un insieme di comuni, tutti contigui e senza enclave, costituita da un polo urbano (unità urbana) di più di 10.000 posti di lavoro, e dai comuni rurali o dalle unità urbane ("corona periurbana") nei quali almeno il 40% della popolazione residente avente un impiego lavora nel polo o nei comuni che gravitano attorno ad esso. 

La zonizzazione in aree urbane del 2010 (Aires urbaines 2010) distingue anche le «medie aree urbane», da 5.000 a 10.000 posti di lavoro e le «piccole aree urbane», da 1.500 a 5.000 posti di lavoro.»
«Da ottobre 2011, la zonizzazione in aree urbane del 2010 permette di ottenere una visione delle aree di influenza delle città (intese come unità urbane) sul territorio.

La zonizzazione divide il territorio in quattro grandi tipi di spazi: lo spazio delle grandi aree urbane (polo urbano, corona periurbana e comuni multipolari), lo spazio delle altre aree (polo urbano e corona periurbana), gli altri comuni multipolari (attirati da almeni due aree) e i comuni isolati (fuori dall'influenza dei poli).

Negli spazi delle grandi aree urbane e delle altre aree, si distinguono i poli e le corone periurbane di queste.»
Da notare che questa è la definizione ufficiale (statistica ed amministrativa) dell'INSEE, tuttavia, nel linguaggio comune e a volte anche specialistico, per riferirsi all'aire urbaine, si usano anche i termini di aire métropolitaine (area metropolitana, se è molto grande), espace urbain (spazio urbano, termine utilizzato dall'INSEE fino al 1999), bassin de vie (bacino di vita), métropole (metropoli); questi ultimi due termini però possono applicarsi anche ad altre delimitazioni territoriali.
L'INSEE utilizza essenzialmente il termine aire urbaine, il termine aire métropolitaine è a volte utilizzato dall'INSEE per riferirsi alle aree urbane molto grandi, mentre il termine aire (senza urbaine) è a volte utilizzato per riferirsi alle aree urbane medie e piccole. 

In italiano, tuttavia si predilige il termine area metropolitana, mentre il termine area urbana è utilizzato maggiormente nel senso di agglomerazione. 

Secondo il database terminologico "Inter-Active Terminology for Europe" (IATE), le traduzioni italiano ↔ francese sono: agglomerazione = agglomération; area metropolitana = zone métropolitaine o région métropolitaine; area urbana = zone urbaine; unità urbana = unité urbaine; conurbazione = conurbation; mentre aire urbaine e pôle urbain non hanno alcuna traduzione italiana su IATE.

## Descrizione
Nel 2011, l'INSEE considera che in Francia vi sono 354 aree urbane e che 41 "grandi aree" strutturano il territorio. Le più grandi, 12 di queste, sono qualificate di "aree metropolitane" (aires métropolitaines): Parigi, Lione, Marsiglia, Lilla, Tolosa, Bordeaux, Nizza, Nantes, Strasburgo, Rennes, Grenoble e Montpellier. Esse accolgono ognuna più di 500.000 abitanti e più 20.000 "quadri" che sono occupati in funzioni metropolitane. Le altre 29 sono qualificate di "grandi aree urbane" (grandes aires urbaines) e accolgono ognuna più di 200.000 abitanti e meno di 20.000 quadri (ma più di 10.000) che sono occupati in funzioni metropolitane.
La zonizzazione delle Aires urbaines 2010 è stata realizzata sulla base del censimento della popolazione del 2008 e vi sono in Francia (Métropole e DROM, esclusa Mayotte): 231 grandi aree urbane (più di 10.000 posti di lavoro), 131 medie aree (da 5.000 a 10.000 posti di lavoro) e 420 piccole aree (da 1.500 a 5.000 posti di lavoro).
Secondo la zonizzazione delle Aires urbaines 2010 dell'INSEE, vi sono in Francia metropolitana complessivamente 230 aree urbane che strutturano il territorio che offrono più di 10.000 posti di lavoro: in queste grandi aree urbane vive l'82,6% della popolazione metropolitana su una superficie del 46,1% della Francia metropolitana e vi è l'84,5% dei posti di lavoro.
Tra il 1982 e il 2011, la Francia ha avuto una crescita demografica di 9,4 milioni di abitanti (in 30 anni, ovvero una crescita in media dello 0,5% all'anno); questa crescita ha avuto luogo essenzialmente nelle grandi città e nelle loro aree di influenza.
La zonizzazione delle Aires urbaines 2010 è stata realizzata sulla base del censimento della popolazione del 2008; secondo l'INSEE, al 2018, vi sono in Francia complessivamente 791 aree urbane (769 nella Métropole e 22 nei DROM): 1 di più di 10.000.000 di abitanti (Parigi), 16 tra 500.000 e 9.999.999 abitanti, 33 tra 200.000 e 499.999 abitanti, 46 tra 100.000 e 199.999 abitanti, 63 tra 50.000 e 99.999 abitanti, 38 tra 35.000 e 49.999 abitanti, 46 tra 25.000 e 34.999 abitanti, 27 tra 20.000 e 24.999 abitanti, 49 tra 15.000 e 19.999 abitanti e 472 di meno di 15.000 abitanti.
Per una comparazione con altre aree urbane (metropolitane) in Europa, si può utilizzare la definizione dell'Eurostat di Functional Urban Area (FUA), in precedenza nota come Larger Urban Zone (LUZ). La Functional Urban Area consiste nella "città" – intesa come Local Administrative Unit (LAU) – e nella sua commuting zone (zona di pendolarismo), ovvero i comuni periferici. Questa definizione di Functional Urban Area di Eurostat è assimilabile, anche se non identica, a quella di Aire urbaine dell'INSEE; ad esempio, la Functional Urban Area di Parigi secondo Eurostat comprende un territorio grossomodo simile a quello delimitato dall'INSEE per l'area urbana di Parigi.

## Lista
Di seguito viene riportata una lista delle principali aree metropolitane – 96 aires urbaines di più di 100.000 abitanti – della Francia, secondo le statistiche dell'INSEE al 1º gennaio 2018.
| Codice area | Area                                                | Dimensione | Nº comuni | Popolazione (2015) | Superficie (in km²) | Densità (2015) |
| --- | --------------------------------------------------- | ---------- | --------- | ------------------ | ------------------- | -------------- |
| 001 | Paris                                               | 10         | 1764      | 12 532 901         | 17 177,6            | 729,6          |
| 002 | Lyon                                                | 09         | 501       | 2 291 763          | 6 018,6             | 380,8          |
| 003 | Marseille - Aix-en-Provence                         | 09         | 90        | 1 752 398          | 3 173,5             | 552,2          |
| 004 | Toulouse                                            | 09         | 452       | 1 330 954          | 5 381,5             | 247,3          |
| 005 | Lille (solo la parte francese)                      | 09         | 125       | 1 184 708          | 1 279,9             | 925,7          |
| 006 | Bordeaux                                            | 09         | 252       | 1 215 769          | 5 613,4             | 216,6          |
| 007 | Nice                                                | 09         | 129       | 1 005 891          | 2 584,9             | 389,1          |
| 008 | Nantes                                              | 09         | 108       | 949 316            | 3 404,9             | 278,8          |
| 009 | Strasbourg (solo la parte francese)                 | 09         | 258       | 780 515            | 2 197,7             | 355,2          |
| 010 | Grenoble                                            | 09         | 194       | 690 050            | 2 614,5             | 263,9          |
| 011 | Rennes                                              | 09         | 185       | 719 840            | 3 747,3             | 192,1          |
| 012 | Rouen                                               | 09         | 276       | 663 743            | 2 366,3             | 280,5          |
| 013 | Toulon                                              | 09         | 40        | 622 895            | 1 195,8             | 520,9          |
| 014 | Douai - Lens                                        | 09         | 103       | 539 715            | 678,9               | 795,0          |
| 015 | Montpellier                                         | 09         | 116       | 599 365            | 1 673,0             | 358,3          |
| 016 | Avignon                                             | 09         | 97        | 527 731            | 2 083,5             | 253,3          |
| 017 | Saint-Étienne                                       | 09         | 117       | 517 585            | 1 688,6             | 306,5          |
| 018 | Tours                                               | 08         | 140       | 492 722            | 3 193,5             | 154,3          |
| 019 | Clermont-Ferrand                                    | 08         | 184       | 479 096            | 2 419,8             | 198,0          |
| 020 | Nancy                                               | 08         | 285       | 435 336            | 2 366,7             | 183,9          |
| 021 | Orléans                                             | 08         | 134       | 433 337            | 3 133,4             | 138,3          |
| 022 | Caen                                                | 08         | 230       | 418 148            | 1 903,5             | 219,7          |
| 023 | Angers                                              | 08         | 81        | 413 325            | 2 329,3             | 177,4          |
| 024 | Metz                                                | 08         | 215       | 389 612            | 1 607,7             | 242,3          |
| 025 | Dijon                                               | 08         | 295       | 384 824            | 3 339,2             | 115,2          |
| 026 | Valenciennes (solo la parte francese)               | 08         | 90        | 369 849            | 643,0               | 575,2          |
| 027 | Béthune                                             | 08         | 122       | 370 326            | 885,4               | 418,3          |
| 028 | Le Mans                                             | 08         | 123       | 347 348            | 2 015,0             | 172,4          |
| 029 | Reims                                               | 08         | 230       | 322 264            | 2 382,9             | 135,2          |
| 030 | Brest                                               | 08         | 51        | 318 829            | 995,3               | 320,3          |
| 031 | Perpignan                                           | 08         | 66        | 320 785            | 981,7               | 326,8          |
| 032 | Le Havre                                            | 08         | 81        | 290 684            | 678,4               | 428,5          |
| 033 | Amiens                                              | 08         | 256       | 295 892            | 2 115,6             | 139,9          |
| 034 | Mulhouse                                            | 08         | 60        | 285 449            | 505,3               | 564,9          |
| 035 | Limoges                                             | 08         | 96        | 283 823            | 2 309,1             | 122,9          |
| 036 | Bayonne (solo la parte francese)                    | 08         | 60        | 297 375            | 1 248,5             | 238,2          |
| 037 | Genève (SUI) - Annemasse (solo la parte francese)   | 08         | 114       | 314 972            | 1 172,0             | 268,8          |
| 038 | Dunkerque                                           | 08         | 55        | 257 652            | 790,4               | 326,0          |
| 039 | Poitiers                                            | 08         | 97        | 260 626            | 2 303,4             | 113,1          |
| 040 | Nîmes                                               | 08         | 50        | 266 593            | 775,6               | 343,7          |
| 041 | Besançon                                            | 08         | 254       | 250 563            | 1 883,1             | 133,1          |
| 042 | Pau                                                 | 08         | 167       | 243 122            | 1 486,6             | 163,5          |
| 043 | Lorient                                             | 08         | 29        | 217 901            | 787,7               | 276,6          |
| 044 | Annecy                                              | 08         | 59        | 234 085            | 788,6               | 296,8          |
| 045 | Chambéry                                            | 08         | 85        | 223 280            | 793,7               | 281,3          |
| 046 | Saint-Nazaire                                       | 08         | 29        | 219 698            | 871,4               | 252,1          |
| 047 | La Rochelle                                         | 08         | 63        | 214 109            | 1 004,2             | 213,2          |
| 048 | Troyes                                              | 07         | 147       | 194 504            | 1 993,0             | 97,6           |
| 049 | Angoulême                                           | 07         | 105       | 182 729            | 1 641,3             | 111,3          |
| 050 | Valence                                             | 07         | 41        | 179 151            | 724,7               | 247,2          |
| 051 | Saint-Brieuc                                        | 07         | 46        | 172 279            | 813,2               | 211,9          |
| 052 | Montbéliard                                         | 07         | 121       | 160 671            | 790,4               | 202,3          |
| 053 | Béziers                                             | 07         | 40        | 171 912            | 708,4               | 242,7          |
| 054 | Niort                                               | 07         | 73        | 156 789            | 1 373,3             | 114,2          |
| 055 | Vannes                                              | 07         | 32        | 155 937            | 756,0               | 206,3          |
| 056 | Chartres                                            | 07         | 87        | 146 986            | 1 195,6             | 122,9          |
| 057 | Bourges                                             | 07         | 72        | 140 350            | 1 570,3             | 89,4           |
| 058 | Boulogne-sur-Mer                                    | 07         | 49        | 131 558            | 398,1               | 330,4          |
| 059 | Thionville                                          | 07         | 15        | 135 864            | 156,5               | 868,0          |
| 060 | Chalon-sur-Saône                                    | 07         | 90        | 135 351            | 1 046,8             | 129,3          |
| 061 | Maubeuge (solo la parte francese)                   | 07         | 55        | 129 738            | 395,2               | 328,3          |
| 062 | Arras                                               | 07         | 114       | 130 541            | 717,0               | 182,1          |
| 063 | Calais                                              | 07         | 32        | 130 730            | 349,7               | 373,8          |
| 064 | Colmar                                              | 07         | 39        | 131 644            | 390,5               | 337,1          |
| 065 | Blois                                               | 07         | 70        | 128 205            | 1 226,5             | 104,5          |
| 066 | Quimper                                             | 07         | 21        | 127 286            | 604,2               | 210,7          |
| 067 | Beauvais                                            | 07         | 125       | 126 590            | 1 042,2             | 121,5          |
| 068 | Cherbourg-en-Cotentin                               | 07         | 36        | 120 829            | 564,2               | 214,1          |
| 069 | Laval                                               | 07         | 46        | 121 752            | 976,1               | 124,7          |
| 070 | Creil                                               | 07         | 23        | 120 844            | 158,3               | 763,5          |
| 071 | Bourg-en-Bresse                                     | 07         | 68        | 126 045            | 1 105,9             | 114,0          |
| 072 | Tarbes                                              | 07         | 110       | 115 870            | 636,5               | 182,0          |
| 073 | Belfort                                             | 07         | 68        | 114 445            | 444,2               | 257,7          |
| 074 | Saint-Quentin                                       | 07         | 99        | 110 746            | 806,0               | 137,4          |
| 075 | La Roche-sur-Yon                                    | 07         | 22        | 121 262            | 789,3               | 153,6          |
| 076 | Vienne                                              | 07         | 40        | 114 110            | 402,6               | 283,4          |
| 077 | Évreux                                              | 07         | 81        | 113 916            | 819,6               | 139,0          |
| 078 | Alès                                                | 07         | 52        | 114 075            | 653,9               | 174,5          |
| 079 | Agen                                                | 07         | 64        | 113 376            | 951,3               | 119,2          |
| 080 | Charleville-Mézières                                | 07         | 103       | 104 765            | 958,6               | 109,3          |
| 081 | Roanne                                              | 07         | 50        | 107 211            | 807,0               | 132,8          |
| 082 | Sarrebruck (ALL) - Forbach (solo la parte francese) | 07         | 25        | 100 238            | 162,8               | 615,9          |
| 084 | Cholet                                              | 07         | 19        | 116 313            | 685,9               | 169,6          |
| 085 | Brive-la-Gaillarde                                  | 07         | 44        | 102 506            | 736,8               | 139,1          |
| 086 | Montauban                                           | 07         | 33        | 110 657            | 795,8               | 139,1          |
| 087 | Périgueux                                           | 07         | 45        | 103 319            | 956,8               | 108,0          |
| 088 | Mâcon                                               | 07         | 67        | 101 549            | 636,3               | 159,6          |
| 090 | Ajaccio                                             | 07         | 53        | 105 096            | 1 164,8             | 90,2           |
| 9A1 | Pointe-à-Pitre - Les Abymes                         | 08         | 16        | 313 432            | 1 118,3             | 280,3          |
| 9B1 | Le Robert                                           | 07         | 11        | 134 690            | 428,8               | 314,1          |
| 9B2 | Fort-de-France                                      | 07         | 4         | 123 369            | 127,1               | 970,6          |
| 9C1 | Cayenne                                             | 07         | 6         | 131 922            | 5 086,9             | 25,9           |
| 9D1 | Saint-Denis                                         | 08         | 3         | 202 993            | 287,8               | 705,2          |
| 9D2 | Saint-Paul                                          | 07         | 4         | 181 094            | 418,8               | 432,4          |
| 9D3 | Saint-Pierre                                        | 07         | 4         | 179 297            | 362,2               | 495,0          |
| 9F1 | Mamoudzou (al 2017)                                 | 08         | 15        | 227 245            | 362,3               | 627,2          |
| Legenda "Dimensione": 10 area di più di 10 milioni di abitanti (1); 09 area tra 500.000 e 9,9 milioni di abitanti (16), 08 area tra 200.000 e 499.999 abitanti (33), 07 area tra 100.000 e 199.999 abitanti (46), 06 area tra 50.000 e 99.999 abitanti (63), 05 area tra 35.000 e 49.999 abitanti (38), 04 area tra 25.000 e 34.999 abitanti (46), 03 area tra 20.000 e 24.999 abitanti (27), 02 area tra 15.000 e 19.999 abitanti (49), e 01 area di meno di 15.000 abitanti (472). |                                                     |            |           |                    |                     |                |